# كورجون أسود الزعانف
كورجون أسود الزعانف (الاسم العلمي:Coregonus nigripinnis) (بالإنجليزية: Blackfin cisco)‏ هو نوع من الأسماك يتبع جنس الكورجون من فصيلة سمك السلمون.